# Heinkel He 49
L'Heinkel HD 49, in seguito ridesignato He 49 come da convenzioni RLM, era un caccia monomotore biplano realizzato dall'azienda tedesca Ernst Heinkel Flugzeugwerke AG negli anni trenta e rimasto allo stadio di prototipo.
Costruito in soli 4 esemplari, non venne avviato alla produzione in serie perché giudicato troppo complesso da costruire, ma il modello che ne derivò, l'He 51, divenne il primo caccia ad equipaggiare la neocostituita Luftwaffe.

## Tecnica
L'He 49 era un velivolo realizzato in tecnica mista e dall'aspetto convenzionale per l'epoca; monomotore monoposto con configurazione alare biplano-sesquiplana e carrello fisso.

## Versioni
He 49a
primo prototipo, equipaggiato con un motore BMW VI 6,0 da 700 PS (515 kW).
He 49b
secondo prototipo dotato di fusoliera allungata di 40 cm. In seguito venne convertito nella versione idrovolante a scarponi He 49bW.
He 49c
terzo prototipo, equipaggiato con un più potente motore BMW VI 7,3 Z da 750 PS (551 kW).
He 49d
quarto prototipo diventato versione di preserie del He 51.